# Diálogos das Grandezas do Brasil

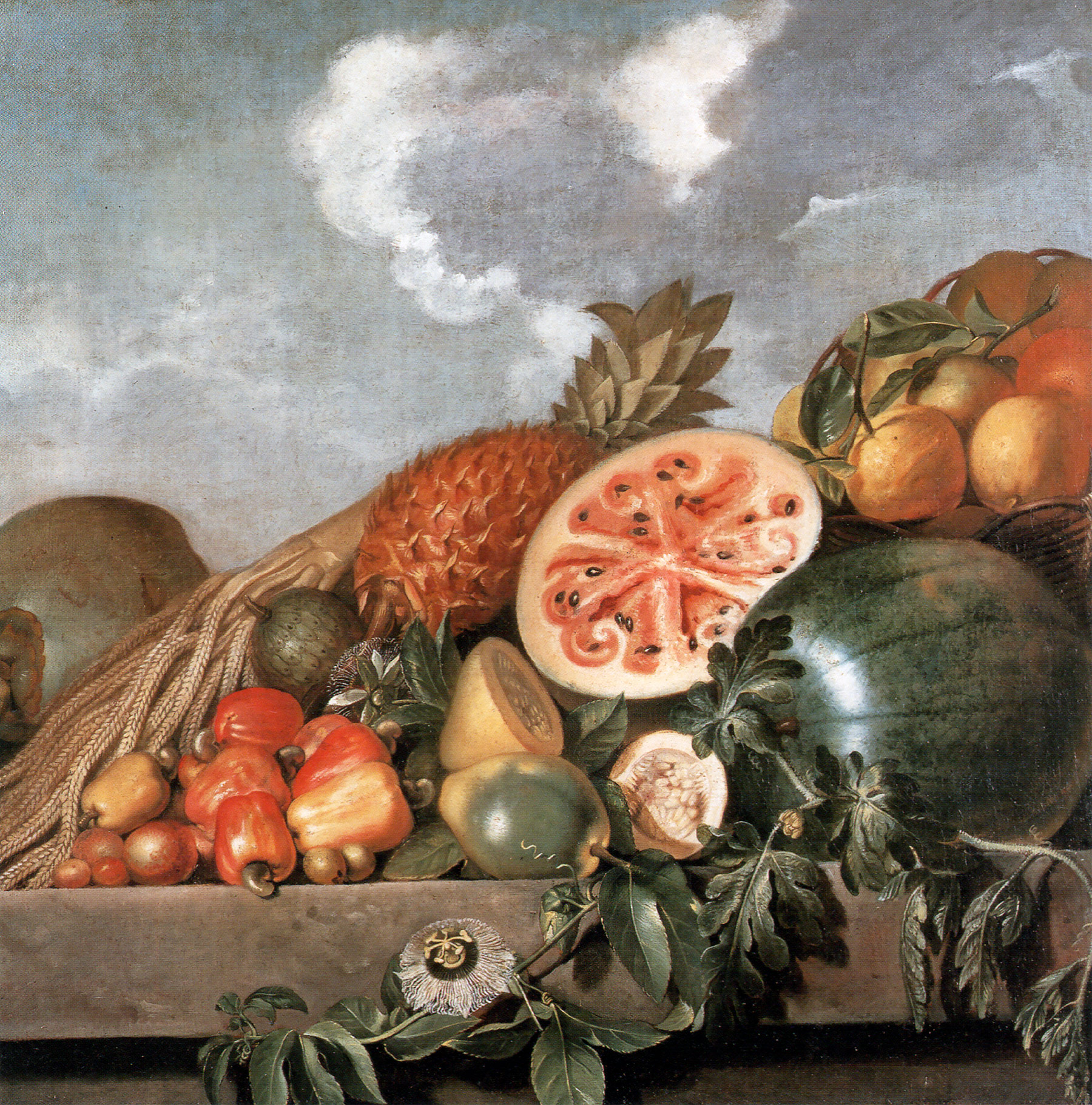
Pintura do holandês Albert Eckhout (1610–1666), que mostra a abundância frutífera do Brasil Colônia.

Diálogos das grandezas do Brasil é um livro brasileiro escrito no início do século XVII, provavelmente na Paraíba, mas publicado pela primeira vez como livro somente em 1930 pela Academia Brasileira de Letras, com introdução de Capistrano de Abreu e notas de Rodolfo Garcia. A autoria do livro é controversa, tendo sido atribuído primeiramente a Bento Teixeira.
A obra ficou esquecida durante muito tempo até que o historiador Francisco Adolfo de Varnhagen fez uma cópia em 1874, de um apógrafo que encontrou na Biblioteca de Leida, na Holanda. Ele sugeriu que o autor seria Ambrósio Fernandes Brandão.

## Conteúdo
Os escritos tratam da colônia portuguesa na América, sua geografia, os indígenas, os engenhos, o comércio com a Coroa, a escassa mas persistente presença de homens que se aventuravam pelas terra ignotas e devolutas.
A estrutura narrativa é feita em diálogos, sendo um dos interlocutores chamado Brandônio e o outro, Alviano. Aceitava-se que um deles fosse brasileiro e o outro português mas estudos posteriores indicaram como sendo ambos portugueses, um já vivendo há tempos na terra, conformado com as peculiaridades do lugar e o outro, recém-chegado da pátria natal, sempre a reclamar e criticar as condições que encontrara. Rodolgo Garcia escreveu em nota que Brandônio corresponderia ao próprio Ambrósio Fernandes Brandão, enquanto o outro, Alviano, a Nuno Álvares. Ainda segundo Garcia, ambos os portugueses eram cristãos novos e foram denunciados de frequentarem a esnoga de Camaragibe perante a Mesa do Santo Ofício, na Bahia, pelo Padre Francisco Pinto Doutel, vigário de São Lourenço, a 8 de outubro de 1591.
Em determinado trecho do livro, o antagonista Alviano sugere que a razão de no Brasil se dar grande ênfase à produção de açúcar em grande escala se deve ao fato de a terra ser ruim a outros cultivos e portanto só ser apta a produzir esse tipo de colheita. Imediatamente Brandônio rebate o interlocutor com a seguinte afirmação:
Já me há de ser forçado fazer-vos retratar dessa erronia em que estais: não vedes que o Brasil produz tanta quantidade de carnes domésticas e selváticas, de que abunda tantas aves mansas, que se criam em casa de toda a sorte e outras infinitas que se acham pelos campos, tão grande abundância de pescados excelentíssimos e de diferentes castas e nomes, tantos mariscos e cangrejos que se colhem e tomam à custa de pouco trabalho, tanto leite que se tira dos gados, tanto mel que se acha nas arvores agrestes, ovos sem conto, frutas maravilhosas, cultivadas com pouco trabalho e outras sem nenhum que os campos e matos dão liberalmente, tanto legume de diversas castas, tanto mantimento de mandioca e arroz, com outras infinidades de cousas salutíferas e de muito nutrimento para a natureza humana, que ainda espero de vê-las relatar mais em particular? Pois a terra que abunda de todas estas cousas como se lhe pode atribuir falta delas? Porque certamente que não vejo eu nenhuma província ou reino, dos que há na Europa, Ásia ou África, que seja tão abundante de todas elas, pois sabemos bem que, se tem umas lhe faltam outras; e assim errais sumamente na opinião que tendes.
Os diálogos possuíam muitas informações sobre o Brasil Colonial, suas riquezas naturais, a forma de explorá-las incluindo o uso do trabalho de indígenas e escravos africanos, e como cuidar da terra. Clóvis Monteiro alega que talvez o motivo da obra ter sido relegada à obscuridade durante tanto tempo teria sido não ser conveniente aos dominadores do território revelarem aos «estrangeiros os nossos tesouros naturais».